# Danziger Altstadt

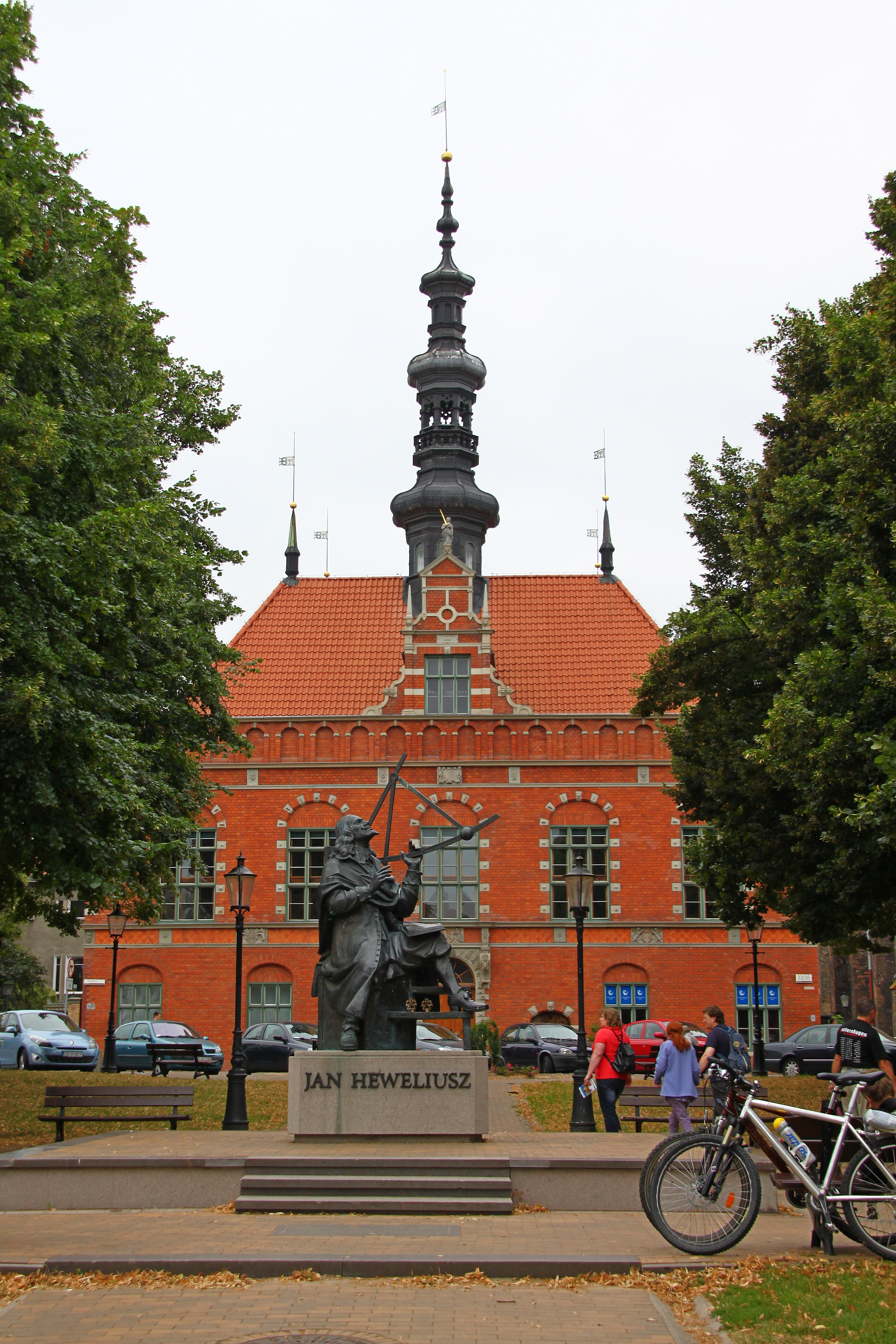
Altstädtisches Rathaus

Altstadt (polnisch Stare Miasto) ist ein Stadtteil von Danzig. Er ist historisch weniger bedeutsam als die benachbarte Rechtstadt.

## Lage

Altstadt

Die Altstadt liegt im nördlichen Teil des Stadtbezirks Śródmieście (Stadtmitte). Sie grenzt im Süden an die Rechtstadt und im Osten an die Speicherinsel. Die Gebiete Zamczysko (Altes Schloss), Osiek (Hakelwerk) und Brama Oliwska (Olivaer Tor) gehören zu diesem Stadtteil.
Das historische Zentrum der Altstadt bildet die Katharinenkirche und die nördlich anschließenden Straßen (ul. Korzenna/Pfeffergasse).

## Geschichte

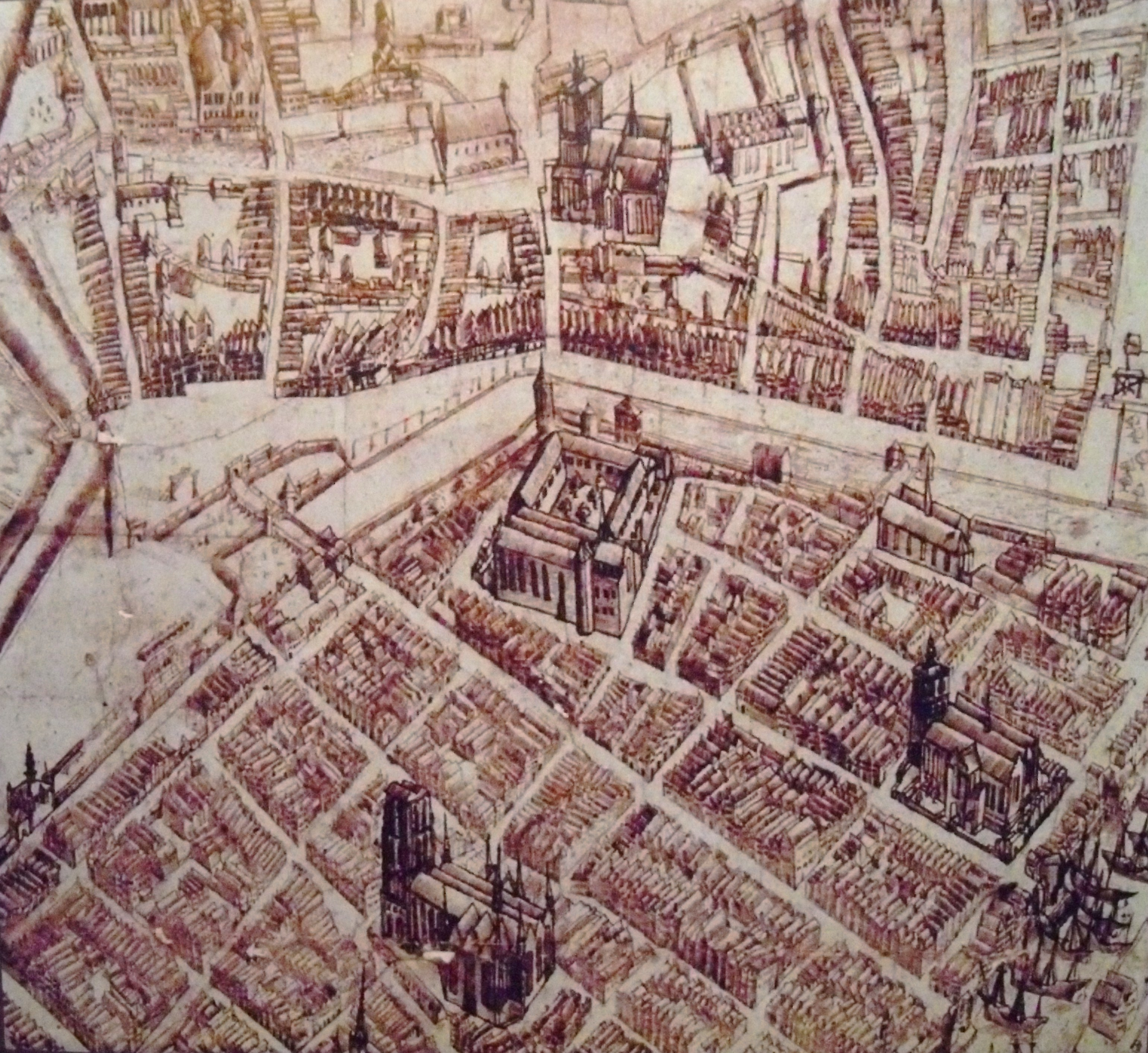
Danzig 1601, Altstadt im oberen Drittel

Etwa in den 1180er Jahren siedelten sich Handwerker im Gebiet um die spätere Katharinenkirche an, einige davon aus Lübeck. Zwischen 1224 und 1263 erhielt diese Siedlung das Stadtrecht nach lübischem Recht (möglicherweise mit der benachbarten Nikolaikirche), durch den pommerellischen Herzog Swantopolk II., der in der östlich benachbarten Burg residierte.
Nach der Eroberung Danzigs durch den Deutschen Orden 1308 verließen einige deutsche Handwerker die Siedlung. Diese weitete sich in den folgenden Jahrzehnten weiter nach Norden aus. Um 1374/77 bekam die alde stad Danczk (erste Erwähnung mit dieser Bezeichnung) das Stadtrecht nach Kulmischem Recht durch den Deutschen Orden verliehen, wie zuvor schon die Rechtstadt (1343/47) und dann die Jungstadt (1380). Zu dieser Zeit bestanden mehrere Siedlungen in Danzig nebeneinander.  Um 1390 wurde ein Brigittenkloster angesiedelt.
Seit der Unterstellung des Gebietes unter den polnischen König im Jahr 1454 gab es nur noch einen Rat und Bürgermeister in der Rechtstadt für alle deutschen Siedlungen. Einige Jahre später wurden die Bartholomäuskirche und das Karmeliterkloster aus der Jungstadt in die Altstadt verlegt.
In den folgenden Jahrhunderten lebten in der Altstadt weiterhin vor allem Handwerker und Kaufleute, wie einige Straßennamen bezeugen (Böttchergasse, Töpfergasse, Tischlergasse, Pfeffergasse).

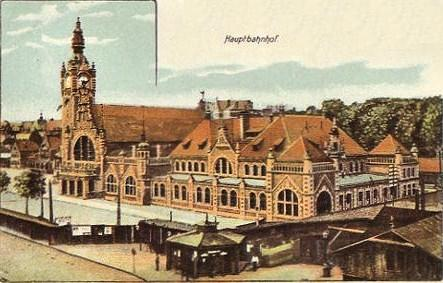
Hauptbahnhof

1945 wurde der größte Teil der Altstadt zerstört. Seitdem ist der Stadtteil überwiegend durch moderne Bebauung und Grünflächen geprägt.

## Sehenswürdigkeiten
Kirchen
- Katharinenkirche
- Brigittenkirche
- Bartholomäuskirche
- Elisabethkirche
- Josephskirche

Weitere Bauwerke

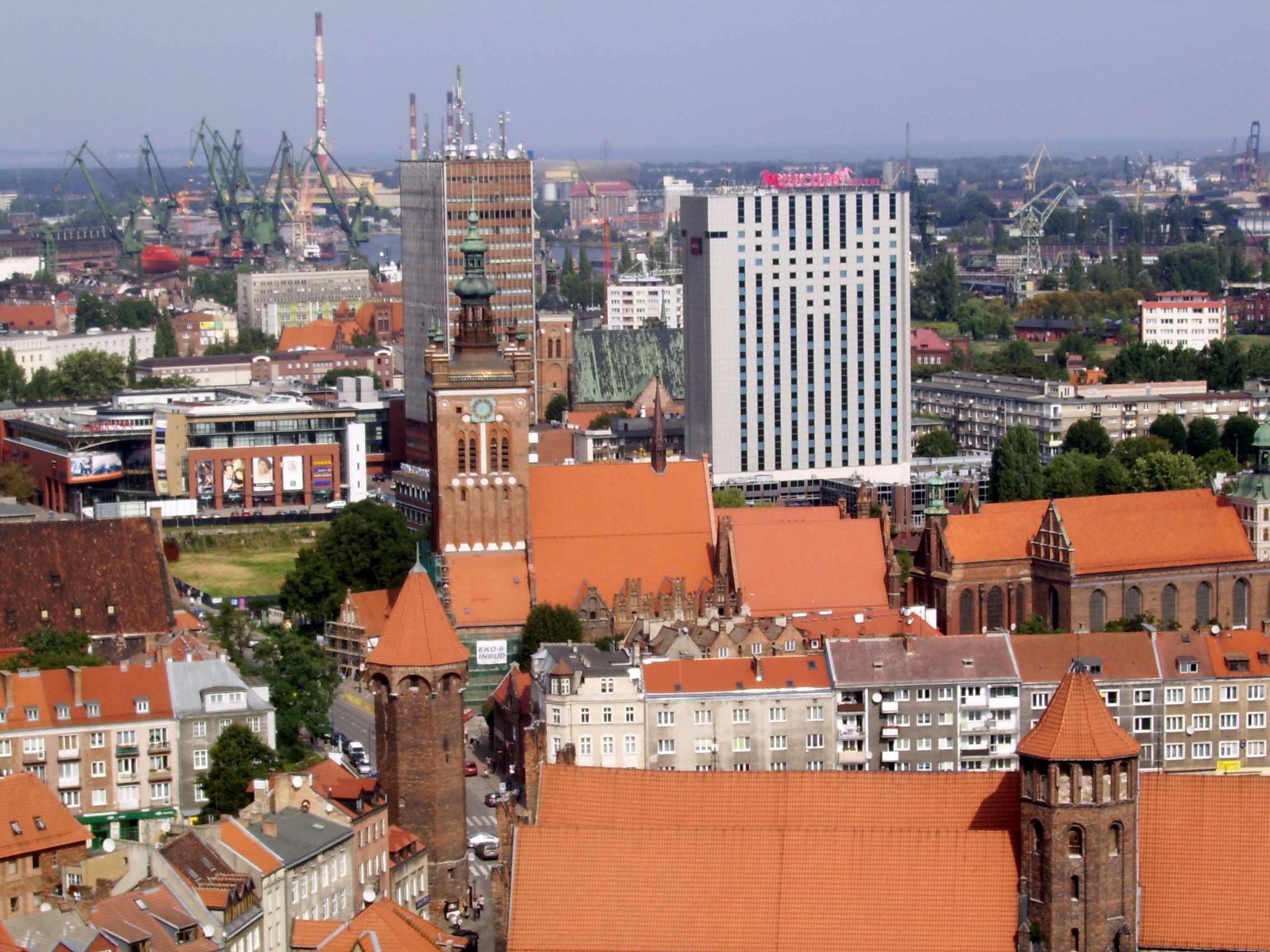
Blick auf die Altstadt

- Altstädtisches Rathaus, erbaut im 16. Jahrhundert, erhalten
- Große Mühle am Radaunekanal
- Polnische Post, am ehemaligen Heveliusplatz 1 (heute Plac Obrońców Poczty Polskiej) , ein Überfall dort löste den Zweiten Weltkrieg aus
- Hauptbahnhof

## Persönlichkeiten
- Johannes Hevelius (1611–1687), Astronom und Mitglied des Stadtrates , hatte eine Sternwarte auf seinen Dächern  in der Pfeffergasse ,   , fùr den ein  Denkmal und ein Wasserspielbrunnen errichtet  wurden.